# John Goodricke
John Goodricke (Groningen, 17 de setembro de 1764 — York, 20 de abril de 1786) foi um astrônomo amador britânico.
É conhecido pelas suas observações da estrela variável Algol em 1782. Foi o primeiro astrônomo a observar que a variação de brilho das estrelas variáveis possui período fixo.